# 610er
Portal Geschichte | Portal Biografien | Aktuelle Ereignisse | Jahreskalender | Tagesartikel

◄ |
6. Jh. |
7. Jahrhundert
| 8. Jh. | ►

◄ |
580er |
590er |
600er |
610er
| 620er | 630er | 640er | ►

610 |
611 |
612 |
613 |
614 |
615 |
616 |
617 |
618 |
619

## Ereignisse
- 610: Die Sassaniden nutzen die Krise um den oströmischen Thronwechsel von Phokas zu Herakleios für einen Einfall in Syrien und Kleinasien.
- um 613: Mohammed beginnt damit, öffentlich seine Lehre zu predigen.
- 615: Pippin der Ältere wird Hausmeier des Frankenkönigs Chlothar II.
- 618: Im Kaiserreich China wird die Tang-Dynastie begründet.